# Chromocryptus tomsici
Chromocryptus tomsici är en stekelart som beskrevs av Porter 1985. Chromocryptus tomsici ingår i släktet Chromocryptus och familjen brokparasitsteklar. Inga underarter finns listade i Catalogue of Life.